# Rada Akbar
Rada Akbar (Afganistan, 1988) és una fotògrafa i artista visual afganesa que centra el seu treball en denunciar l'opressió que pateixen les dones.
Va néixer durant el conflicte afganès-soviètic que es va allargar del 1978 al 1992. Va passar la infantesa en un soterrani per evitar les bombes. Van viure sis anys a Pakistan i van tornar el 2022. El seu pare li va regalar un llibre sobre Frida Kahlo quan tenia 13 anys. La seva mare era professora i periodista i tant ella com el seu pare eren feministes.
El 2013 va començar a treballar com a fotògrafa freelance i muntar mostres d'art modern a Kabul. Del 2018 al 2021 va organitzar l'exposició "Superdones" per commemorar el Dia Internacional de la Dona, el 8 de març. Va haver de fer l'última exposició en línia. Va iniciar els tràmits per obrir un museu a Kabul per recollir la història de les dones.
El setembre del 2021 va ser una de les persones evacuades pel govern francès després del retorn dels talibans al poder de l'Afganistan i abans que l'exèrcit americà fugís. Va ser traslladada en autobús des de l'ambaixada de França a l'aeroport i va arribar a París on va haver de fer quarantena per la covid-19. La seva família va poder marxar a Alemanya.
Fou escollida per la BBC com una de les 100 dones més influents del 2021.